# Ruth Grützbauch
Ruth Grützbauch (Vienna, 3 ottobre 1978) è un'astronoma e divulgatrice scientifica austriaca, nota per avere condotto ricerche extragalattiche e avere in seguito lavorato come educatrice. Dal 2017 gestisce il planetario pop-art Public Space.

## Biografia
Grützbauch è nata come la più giovane di sei figli nel quartiere viennese di Währing e ha conseguito il diploma di scuola superiore in un liceo di Simmering. Nel 1996 ha iniziato a studiare astronomia all'Università di Vienna e si è laureata nel 2003. Durante il successivo periodo per ottenere il dottorato, ha svolto soggiorni di ricerca a Nottingham, presso l'Osservatorio di Padova e presso l'European Southern Observatory di Santiago del Cile. Nel 2007 ha discusso la sua tesi sulle galassie nane e ha conseguito il dottorato in scienze naturali.

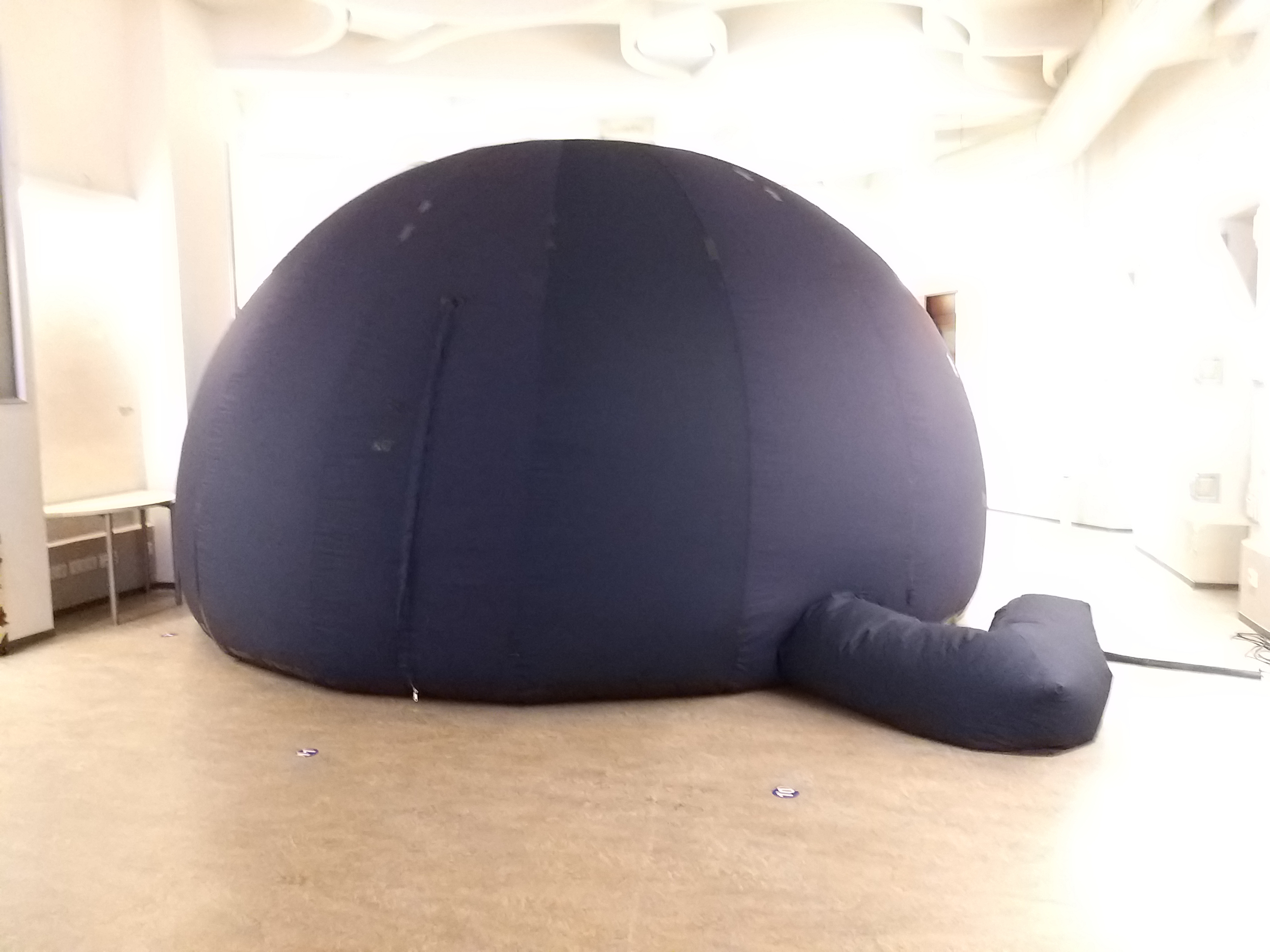
Public Space, il planetario pop-up

Come post-dottorato, Grützbauch ha condotto ricerche sulle galassie presso l'Università di Nottingham e l'Università di Lisbona. Il suo h-index è almeno 26.  Nel 2013, Grützbauch ha completato la sua carriera accademica ed è diventata insegnante. Dal 2015 al 2017 ha lavorato come comunicatrice scientifica presso il Jodrell Bank Radio.
Grützbauch è nota a un grande pubblico dal 2017 attraverso il suo planetario Public Space. Il planetario gonfiabile non ha una postazione fissa, ma viene trasportato da Grützbauch con una bici da carico (cargo bike) dalla sua casa di Vienna a vari luoghi.
Dal 2020, Grützbauch pubblica il podcast di astronomia Das Universum, insieme al "meccanico celeste" Florian Freistetter, e una serie di podcast sul tema dei cieli notturni in WRINT Science insieme a Holger Klein. Nel 2021 ha pubblicato il libro Per Lastenrad durch die Galaxies, che tratta dell'astronomia delle galassie e del suo planetario.
Grützbauch fa parte dell'ensemble Science Busters, un gruppo di cabaret scientifico fondato da Heinz Oberhummer, Martin Puntigam e Werner Gruber. Lavorava nel loro reparto oggetti di scena dal 2018 e ha fatto il suo debutto sul palco nel 2021.

## Riconoscimenti
- 2004 - Österreichische Gesellschaft für Astronomie und Astrophysik: Beste Diplomarbeit des Jahres 2003[2]

## Opere
- Per Lastenrad durch die Galaxis, Aufbau Verlag, Berlino 2021, ISBN 978-3-351-03893-9
- La vita movimentata delle galassie in ambienti a bassa densità o Evoluzione dei gruppi di galassie (Tesi), Vienna 2007 (Online [PDF, 11 MB])
- Galassie in gruppi isolati: proprietà dei membri del gruppo e firme delle interazioni gravitazionali, Vienna 2003 (online [PS, 25 MB])